# Kandahar
Kandahar (Paschtu: کندهار Kandahār, persisch قندهار Qandahār) ist mit einer Einwohnerzahl von rund 506.794 (laut Berechnung von 2020) nach der Hauptstadt Kabul und Herat die drittgrößte Stadt Afghanistans. Kandahar liegt im Süden des Landes am Fluss Arghandāb. Sie ist Verwaltungssitz der gleichnamigen Provinz Kandahar.

## Name
Die Annahme, dass der Name Kandahar sich von griechisch Alexandreia ableitet, ist laut der Encyclopædia Iranica nicht haltbar. Der heutige Name wird seit der muslimischen Periode benutzt und taucht zum ersten Mal als al-Qandahār in den Werken des Chronisten al-Balādhurī auf. Der muslimische Eroberer ʿAbbād bin Ziād benannte die Stadt nach sich selbst in ʿAbbādiya um, doch diese Form verschwand schnell wieder. Andere Namen der Stadt waren Dawlatābād (während der mongolischen Herrschaft) und Ḥosaynābād (im 18. Jahrhundert). Auf unerklärliche Weise wird Kandahar im 11. und 12. Jahrhundert nicht erwähnt. So erwähnen die Ghaznawiden, die über die Region herrschten, die Stadt nicht.
Mögliche Ursprünge des Wortes Kandahar sind das antike Reich Gandhara oder der Name einer indo-griechischen Stadt Gondophareia, deren Existenz nicht sicher ist. Möglich wäre auch die Ableitung von der Stadt Condigramma, die von Plinius dem Älteren in seiner Naturalis historia erwähnt wird. Auch gehörte das Gebiet um Kandahar zum Distrikt Gandutava der altpersischen Provinz Arachosien.

## Bevölkerung
In der Provinz leben nach Berechnungen für das Jahr 2012 2.846.954 Einwohner; im Vergleich dazu waren es 1979 noch 567.000. Kandahar ist die drittgrößte Stadt Afghanistans und ein wichtiges Handelszentrum, hauptsächlich für landwirtschaftliche Produkte.

## Infrastruktur

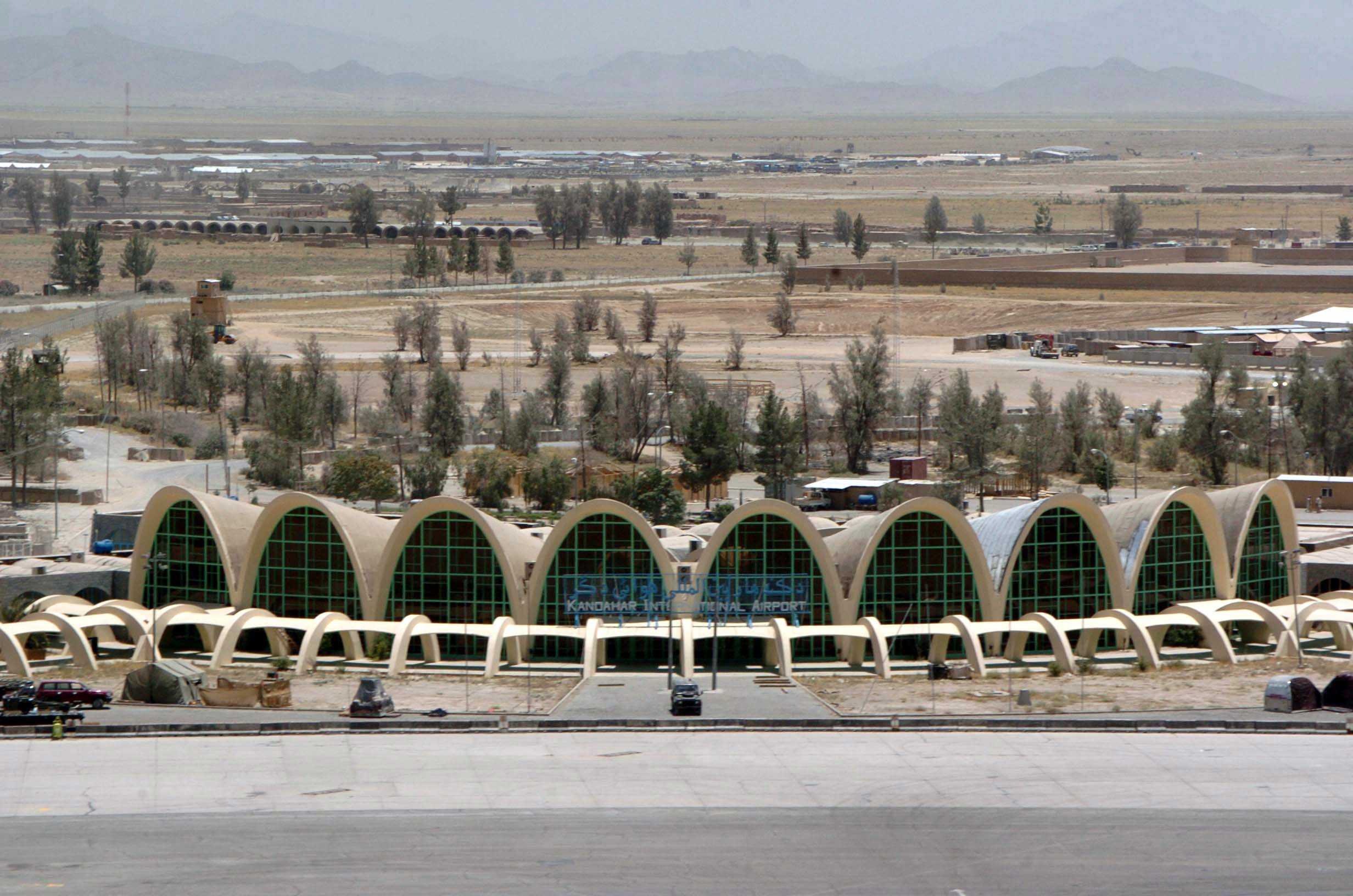
Flughafen Kandahar (2005)

Der internationale Flughafen Kandahar liegt etwa 20 km südöstlich (31° 30′ 49″ N, 65° 51′ 40″ O) an der Straße nach Quetta (Pakistan). Über die ring road ist sie mit Kabul und Herat verbunden.

## Klima
Kandahar hat arides, kontinentales Klima, das durch geringen Niederschlag und eine hohe Variation zwischen Sommer- und Wintertemperaturen gekennzeichnet ist. Der extrem trockene Sommer beginnt Mitte Mai und dauert bis Ende September. Er erreicht seinen Höhepunkt im Juli mit durchschnittlichen Temperaturen um rund 31 °C. Es folgt ein trockener Herbst zwischen Anfang Oktober und Ende November mit Durchschnittstemperaturen von etwa 18 bzw. 12 °C.
Der Winter beginnt im Dezember und hat die höchsten Jahres-Niederschläge in Form von Regen. Die Temperaturen mitteln zwischen 6 und 8 °C, obwohl Tiefstände auch unter den Gefrierpunkt fallen können. Der Winter endet Anfang März und wird von einem milden Frühling abgelöst, der bis Ende April dauert und Temperaturen  im Tagesmittel von um die 14 bzw. 20 °C bringt.
|                       | Jan  | Feb  | Mär  | Apr  | Mai  | Jun  | Jul  | Aug  | Sep  | Okt  | Nov  | Dez  |   |       |
| Mittl. Tagesmax. (°C) | 12,2 | 14,8 | 21,6 | 28,1 | 34,1 | 39,1 | 40,2 | 38,2 | 34,0 | 27,5 | 21,0 | 15,4 | ⌀ | 27,2  |
| Mittl. Tagesmin. (°C) | 0,0  | 2,4  | 7,1  | 12,3 | 15,8 | 19,5 | 22,5 | 20,0 | 13,5 | 8,5  | 3,3  | 1,0  | ⌀ | 10,5  |
|                       |      |      |      |      |      |      |      |      |      |      |      |      |   |       |
| Niederschlag (mm)     | 49,8 | 39,9 | 35,8 | 18,7 | 1,8  | 0,0  | 1,5  | 0,0  | 0,0  | 1,7  | 6,1  | 21,2 | Σ | 176,5 |
|                       |      |      |      |      |      |      |      |      |      |      |      |      |   |       |
| Sonnenstunden (h/d)   | 6,4  | 6,4  | 7,6  | 8,5  | 11,2 | 12,3 | 11,0 | 10,9 | 10,8 | 9,9  | 8,8  | 7,0  | ⌀ | 9,2   |
|                       |      |      |      |      |      |      |      |      |      |      |      |      |   |       |
| Regentage (d)         | 6    | 5    | 5    | 3    | 1    | 0    | 0    | 0    | 0    | 0    | 1    | 3    | Σ | 24    |
|                       |      |      |      |      |      |      |      |      |      |      |      |      |   |       |
| Luftfeuchtigkeit (%)  | 58   | 59   | 50   | 41   | 30   | 23   | 25   | 25   | 24   | 29   | 40   | 52   | ⌀ | 37,9  |

| 0,0 |

| 2,4 |

| 7,1 |

| 12,3 |

| 15,8 |

| 19,5 |

| 22,5 |

| 20,0 |

| 13,5 |

| 8,5 |

| 3,3 |

| 1,0 |

| 0,0 |

| 2,4 |

| 7,1 |

| 12,3 |

| 15,8 |

| 19,5 |

| 22,5 |

| 20,0 |

| 13,5 |

| 8,5 |

| 3,3 |

| 1,0 |

## Geschichte

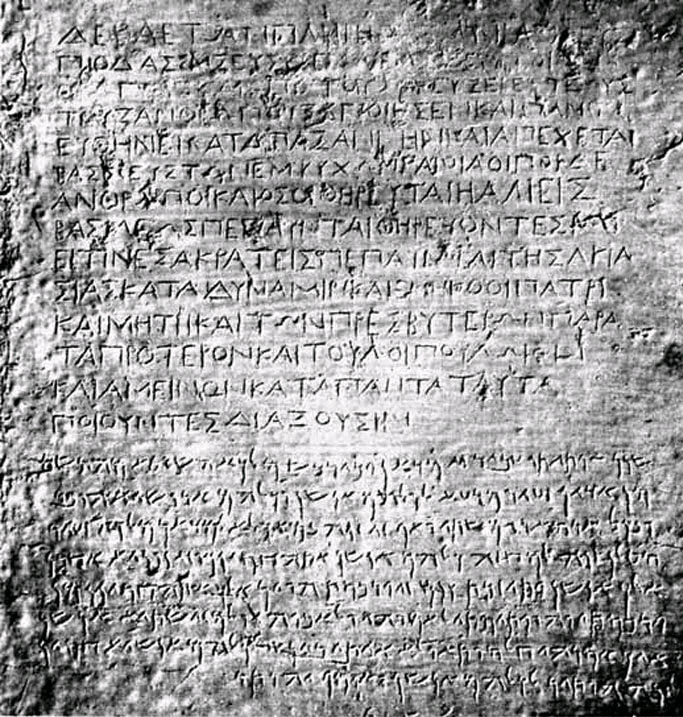
Bilinguale Edikte des Ashoka (Griechisch und Aramäisch), in der Region gefunden

Kandahar wurde im 4. Jahrhundert v. Chr. von Alexander dem Großen in der Nähe der antiken Stadt Mundigak (gegründet ca. 3.000 v. Chr.) gegründet. Die hellenistische Stadt Alexandria in Arachosien ist durch Ausgrabungen bisher nur unzureichend bekannt. Die aus dem Antikenhandel erworbene Grabstele des Sophytos soll von dieser archäologischen Stätte stammen.
Wegen ihrer strategisch wichtigen Lage in Zentralasien war die Stadt häufiges Ziel von Eroberungen: So von den Arabern im 7. Jahrhundert, von den turkstämmigen Ghaznawiden im 10. Jahrhundert, von den Mongolen unter Dschingis Khan im 12. Jahrhundert und 1383 von Timur. Babur nahm Kandahar im 16. Jahrhundert ein.

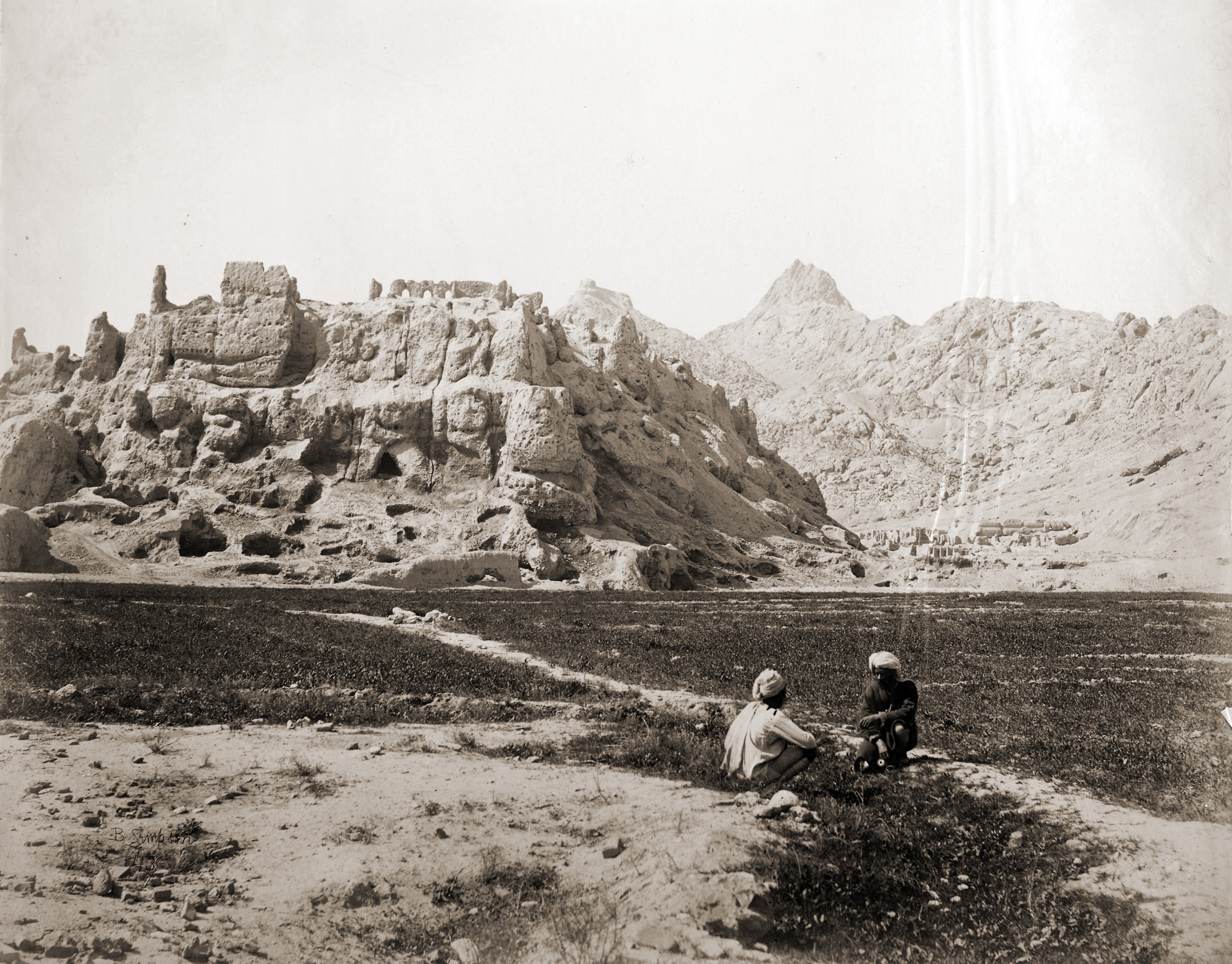
Ruinen der Zitadelle von Kandahar (1881).

Die Stadt gehörte Anfang des 18. Jahrhunderts zum safawidischen Persien, das jedoch an Macht verlor. 1709 gewann eine regionale Paschtunengruppe unter Mir Wais Hotak die Macht. Von 1739 bis 1747 geriet Kandahar unter der Kontrolle von Nadir Schah. Ahmad Schah Durrani, Emir des Durrani-Reichs, dem Vorläufer des afghanischen Staates, nahm die Stadt 1747 ein und machte sie ein Jahr später zur Hauptstadt seines Königreiches. Die heutige Altstadt wurde von Ahmed Schah erbaut und wird von seinem Mausoleum dominiert. 1780 wurde Kabul die neue Hauptstadt.
Britische Truppen besetzten Kandahar zu Beginn des Ersten Anglo-Afghanischen Krieges (1839–1842). 1842 zogen sie sich zurück und kehrten zusammen mit indischen Truppen im Zweiten Anglo-Afghanischen Krieg 1878 zurück. Im Kampf gegen Ayub Khan wurden sie 1881 in der Schlacht von Maiwand geschlagen. Für die nächsten hundert Jahre blieb das Leben in Kandahar friedlich, mit Ausnahme des Jahres 1929, als Habibullah Kalakâni die befestigte Stadt belagerte und die Bevölkerung drangsalierte, bis er von Mohammed Nadir Schah vertrieben wurde.
Nach dem Ende des sowjetisch-afghanischen Krieges wechselten die Machthaber öfter. Ende 1994 begannen die Taliban von Kandahar aus die Eroberung des Südens, Ostens und der Mitte von Afghanistan. Am 7. Dezember 2001 befreiten Truppen der afghanischen Nordallianz mit US-amerikanischer Unterstützung Kandahar von den Taliban. Am 12. August 2021 wurde die Stadt im Zuge der Offensive der Taliban nach dem Abzug der US-Streitkräfte aus Afghanistan zurückerobert.

## Persönlichkeiten
Gebürtige
- Dost Mohammed (1793–1863), Herrscher von Afghanistan
- Abdul Rahim Hatef (1925–2013), Politiker
- Nashenas (* 1935), paschtunischer Sänger
- Ghulam Haider Hamidi (1947–2011), ehemaliger Bürgermeister
- Hamid Karzai (* 1957), von 2001 bis 2014 Präsident von Afghanistan
- Mohammed Omar (1960–2013), Gründer der Taliban
- Aatifi (* 1965), Künstler und Kalligraph